# Baierbach
Baierbach è un comune tedesco di 788 abitanti, situato nel land della Baviera.